# 龍翠里
25°01′38″N 121°28′39″E / 25.0272469°N 121.4773958°E
龍翠里為台灣新北市板橋區轄下之一里，面積約0.1029平方公里。昔時江子翠地區，由松翠里分出，因境內有龍森巷，故名。 